# Alatna (Alaska)
Alatna ist ein Ort und ein census-designated place (CDP) in der Yukon-Koyukuk Census Area in Alaska in den Vereinigten Staaten. Das U.S. Census Bureau hatte bei der Volkszählung 2020 eine Einwohnerzahl von 15 ermittelt. Alatna ist eine kleine Eskimo-Gemeinde.

## Geographie
Alatna befindet sich südlich der Brookskette am rechten Flussufer des Koyukuk River 5,5 km unterhalb der Einmündung des Alatna River auf einer Höhe von 123 m. Alatna liegt etwa 295 km nordwestlich der Stadt Fairbanks. Am gegenüber liegenden Flussufer befindet sich Allakaket.

## Geschichte
1980 wurde Alatna ein ANVSA (Alaskan Native Village Statistical Area) als Teil der „City of Allakaket“. Im September 1994 kam es infolge von Hochwasser zu Überschwemmungen, welche die Gebäude von Alatna zerstörten. Daraufhin wurde der Ort etwa eine Meile westwärts auf einem höheren Geländeniveau neu aufgebaut. Der neue Standort lag außerhalb des Gemeindegebietes der „City of Allakaket“. Alatna wurde im Jahr 2000 zu einem eigenständigen census-designated place.

## Demografie
Zum Zeitpunkt der Volkszählung im Jahre 2020 (U.S. Census 2020) hatte CDP Alatna 15 Einwohner auf einer Landfläche von 94,49 km². Von den Einwohnern waren einer weiß sowie 14 amerikanisch-indianischer Abstammung.
Beim Census im Jahr 2000 wurden 35 Einwohner gezählt, 2010 waren es 37.